# Kahler Seenplatte

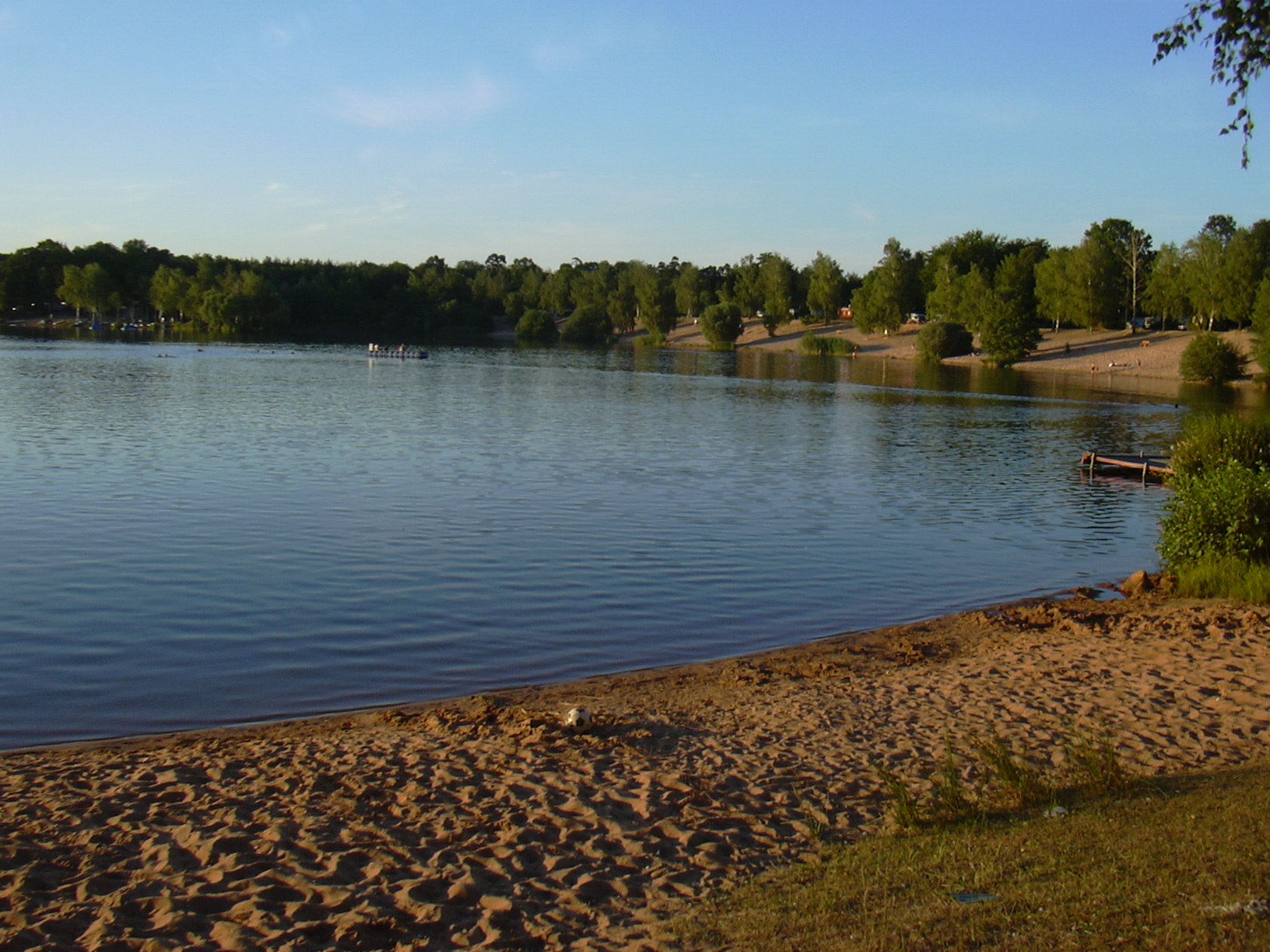
Typische Sandabhänge am Kahler Campingsee

Die Kahler Seenplatte, auch Kahler Seenland genannt, ist ein System von Seen rund um die Gemeinden Großkrotzenburg, Kahl am Main und Karlstein am Main. Damit liegt sie im Grenzgebiet zwischen dem bayerischen Landkreis Aschaffenburg und dem hessischen Main-Kinzig-Kreis. Mit Ausnahme des Langen Sees bei Großwelzheim entstand diese Seenlandschaft aus stillgelegten Braunkohle- sowie Sand- und Kiesgruben der Region und wurde Mitte des 20. Jahrhunderts zu einem Freizeitzentrum für Abend- und Wochenendgäste aus dem Großraum Frankfurt am Main, Hanau und Aschaffenburg umgestaltet.

## Geschichte
1882 fand Gustav Müller, Direktor einer Braunkohle-Gewerkschaft bei Seligenstadt, nach Probebohrungen am gegenüberliegenden Mainufer auf bayerischem Gebiet rund um Karlstein und Kahl neue Braunkohlevorkommen. Die ältesten Gruben befinden sich bei dem Karlsteiner Ortsteil Großwelzheim (1892 in Betrieb genommen); nach und nach kamen die übrigen hinzu. Müller gründete 1902 die „Zeche Gustav“ mit angegliederter Brikettfabrik, die bis in die frühen 1920er Jahre auf über 1000 Mitarbeiter expandierte.
Am Vorabend der Weltwirtschaftskrise wurde der Braunkohle-Tagebau unrentabel. Die zur Neige gehenden Vorräte mussten aufwändig aus immer tieferen Schichten gefördert werden, und zudem war diese Kohle minderwertig. Streiks und Arbeitskämpfe kamen hinzu. Bis 1932 waren alle Gruben stillgelegt; in den darauffolgenden Jahren füllten sie sich langsam mit Wasser. In einigen Gruben wurde noch bis in die 50er Jahre Sand und Kies abgebaut (die Bezeichnung Sandhase für die Bewohner von Kahl stammt aus dieser Zeit), bis auch dieser Industriezweig eingestellt wurde, so dass weitere Seen entstanden.
Am See Freigericht-West war bereits 1936 ein erstes Strandbad eingerichtet worden. Erst mit der Einweihung der großen Camping-Kolonie am See Freigericht-Ost 1959 begann jedoch die neue Ära dieser Region als Naherholungsgebiet.

## Die Kahler Seen
- Die nördlich gelegenen Seen, Schloßsee, Lindensee und Weihertannensee, gehören als Privatbesitz zum Schloss Emmerichshofen und sind von einem weitläufigen Waldgebiet mit ruhiger Ferienhauskolonie umgeben.
- Der südlich angrenzende See Freigericht-Ost, auch nur Ostsee genannt, ist gemeinhin als Kahler Campingsee bekannt. Das „Freigericht“ bezieht sich indes auf das historische Freigericht, einem Territorium im Mittelalter, zu dem auch Kahl gehörte.
- Die Bundesstraße 8 trennt diesen See vom westlich angrenzenden See Freigericht-West, auch nur Westsee genannt, im Volksmund als Großkrotzenburger See bekannt. Unterirdisch sind diese Seen miteinander verbunden und werden aus mehreren Quellen gespeist. Dies erklärt ihre hohe Wasserqualität auch in der Hochsaison.
- Der Christnersee entstand aus einer der kleinsten Gruben am Kahler Bahnhof. Er ist zunehmend von Verlandung bedroht und daher zum Schwimmen ungeeignet. Pächter ist der örtliche Angelverein.
- Aus dem Tagebau Emma-Nord entstand der Waldsee, an dem sich heute das Kahler Waldseebad befindet.
- Südlich grenzt die ehemalige gleichnamige Braunkohlegrube als See Emma-Süd an, die heute vom Hornsee eingenommen wird; seine Ufer sind in Privatbesitz und unzugänglich. Südlich des Sees befindet sich die Mündung der Kahl in den Main.

Der Feierabend- und Wochenendtourismus an der Kahler Seenplatte konzentriert sich auf die beiden „Freigericht“-Seen Ost und West.

## Die Vorspessartseen

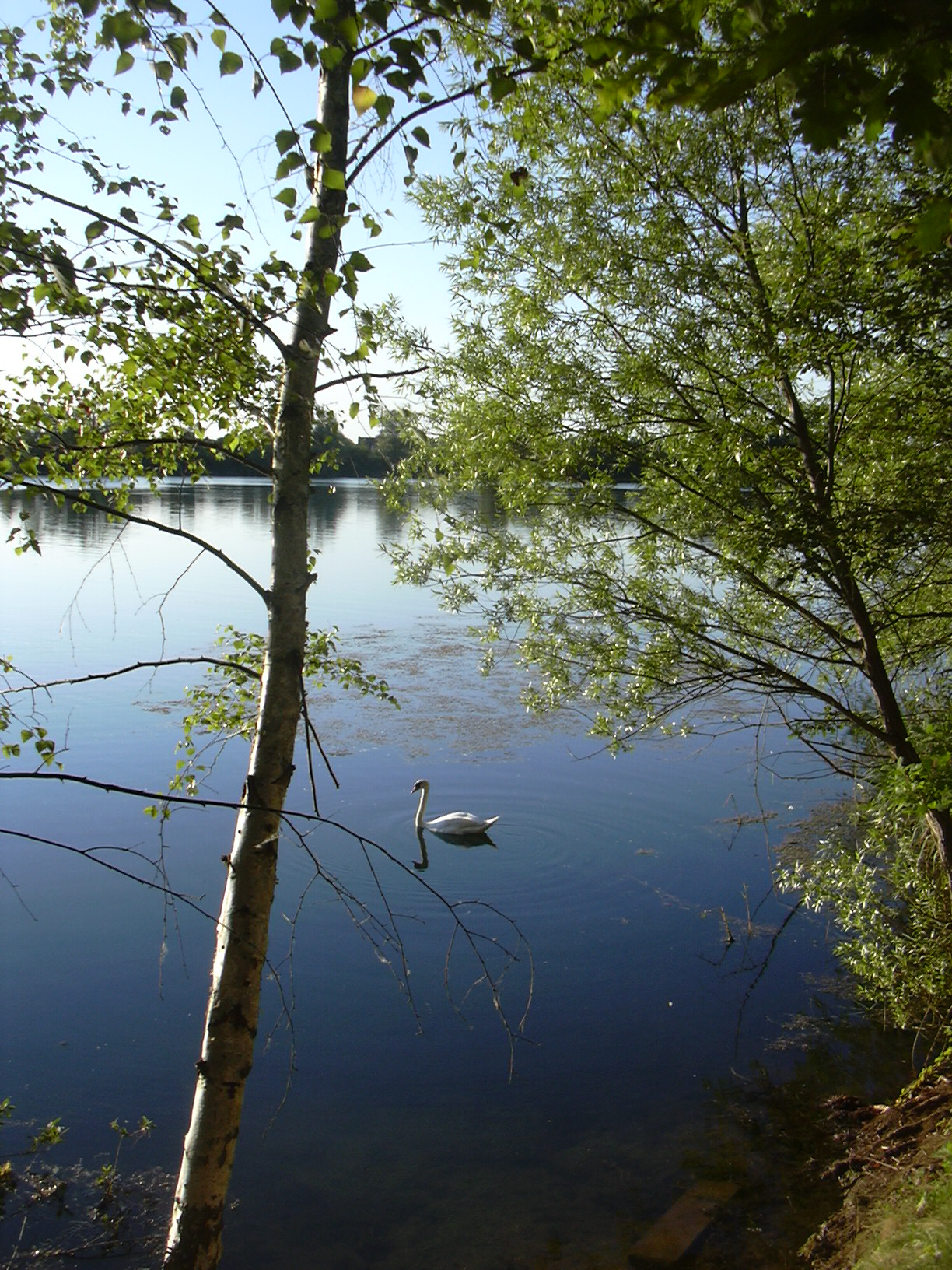
Landschaft an den Vorspessart-Seen

- Zwischen dem Süden Kahls und der östlich davon gelegenen A 45 befindet sich eine Reihe von vier Seen. Zu dieser zählen der zur Gemeine Kahl am Main gehörende Nachtweidesee oder Kahler See, im Volksmund auch Griessee genannt sowie die östlich davon gelegenen Seen Hörsteiner Angelsee sowie Vorspessartsee 2 und 1, die zur Stadt Alzenau gehören.
- Nördlich der genannten vier Seen sowie des Kühbruchs befindet sich der Neufeldsee.
- Südlich der Vorspessartseen 1 und 2 liegt der Hörsteiner See. Er ist der größte See der Kahler Seenplatte und Unterfrankens.
- Südwestlich grenzt der Vorspessartsee 3 an den Hörsteiner See an.

Die Vorspessartseen verfügen über stille Ufer und sind naturbelassen. Individualisten finden hier Badebuchten ohne organisierten Strandbetrieb und ein kleines Fahrrad- und Wanderwegenetz. Teile der Gewässer sind im Privatbesitz des Hörsteiner Angelvereins (gegründet 1966).

## Weitere Gewässer

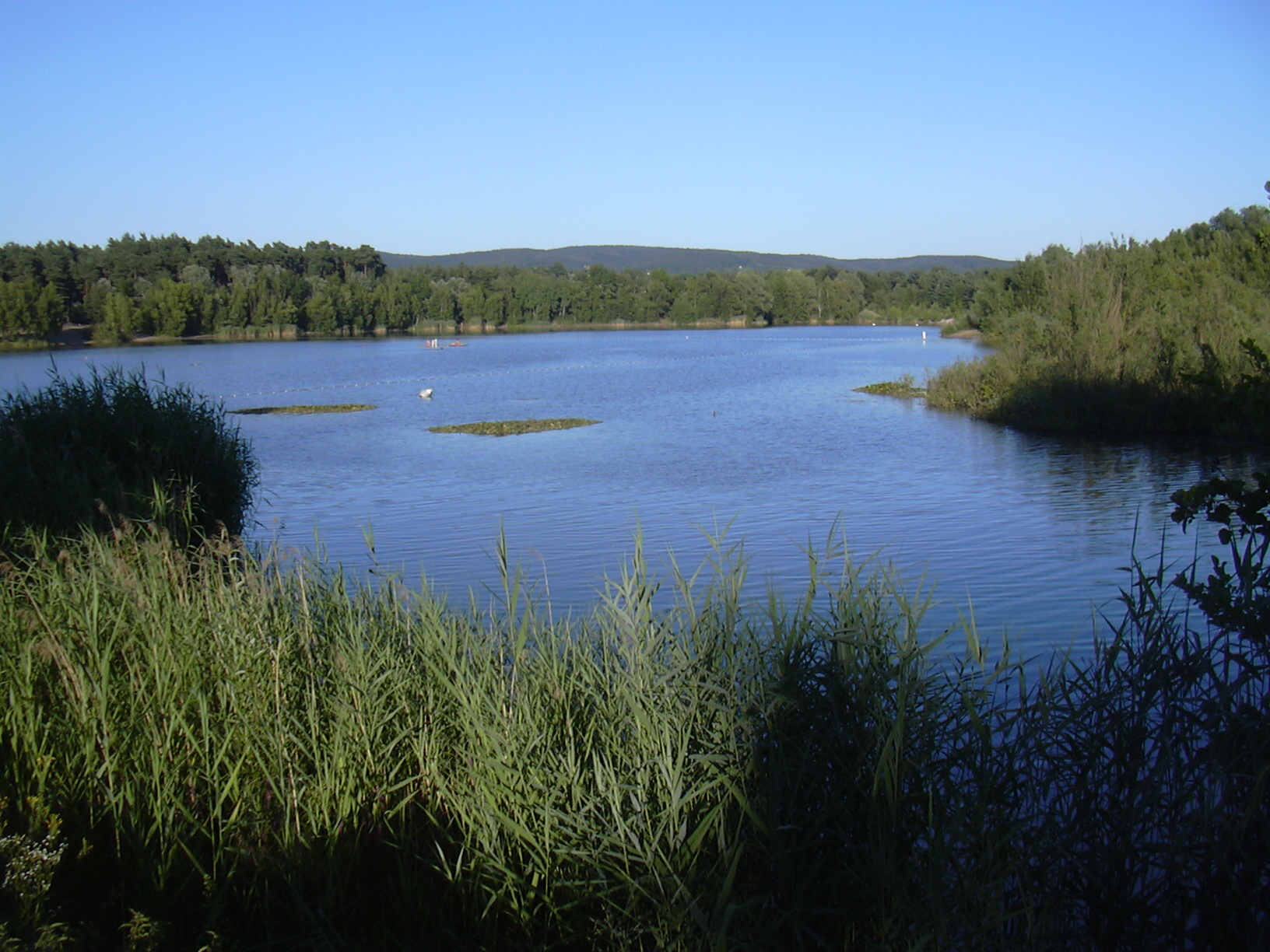
Der Großwelzheimer Badesee an einem Sommertag

- Der Meerhofsee befindet sich südwestlich des Alzenauer Stadtzentrums nahe der A 45. Er entstand in den 1960er-Jahren durch Kiesabbau und wurde später zu einer Freizeitanlage umgestaltet
- Der Neuwirtshäuser Weiher ist das nördlichste Gewässer der Kahler Seenplatte und befindet sich im äußersten Osten des Hanauer Stadtteils Großauheim am Rand der Siedlung Neuwirtshaus. Er entstand in der zweiten Hälfte des 20. Jahrhunderts vermutlich durch Kies- oder Sandabbau und dient heute Angelgewässer.
- Südlich von Kahl liegt der Großwelzheimer Badesee, auch Weißsee genannt. Benannt wurde er nach dem Karlsteiner Ortsteil Großwelzheim, auf dessen Gemarkung er liegt. Ein mittelgroßer Campingplatz mit 400 Stellplätzen mit Sandstrand, Minigolfplatz und Imbiss ist vorhanden. Ein Abschnitt des Sees gehört dem lokalen Angelverein von 1967. Am Ostende ist noch eine Kiesgrube in Betrieb.
- Gegenüber, westlich der Bundesstraße 8, liegt der als Naturdenkmal ausgewiesene Lange See in der Nähe des Sportplatzes. Entstanden aus einer Urmainschlinge, ist er der einzige natürliche See der Seenplatte.
- Westlich davon, im Mainbogen zwischen Kraftwerksanlagen und landwirtschaftlich genutzten Flächen, liegt der Gustavsee im Kernbereich der ehemaligen „Zeche Gustav“. Er ist in Privatbesitz der RWE, die 1928 den stillgelegten Braunkohletagebau übernommen hat; seine unzugänglichen Ufer sind abgezäunt. Die Röhricht-Zonen sind eine Raststation für Zugvögel und Laichstätte für Erdkröte, Teichmolch und Wasserfrosch. Das aufgegebene Braunkohlekraftwerk wurde 1938 zu einem Steinkohlekraftwerk umgebaut, 1963–65 ein Ölversuchskraftwerk und 1974 ein Gaskraftwerk. 2000 gab die RWE AG den Standort mangels Rentabilität auf. Der Abraum aus dem ehemaligen Tagebau wurde zu einem Hügel aufgeschichtet, der heute ein geschlossenes Waldgebiet mit Kiefern, Birken, Eichen und Akazien bildet. Der Straßenname An der Kipp in Großwelzheim entlang dieses Hügels erinnert an diese Entstehungsgeschichte.

## See Freigericht-Ost (Kahler Campingsee)

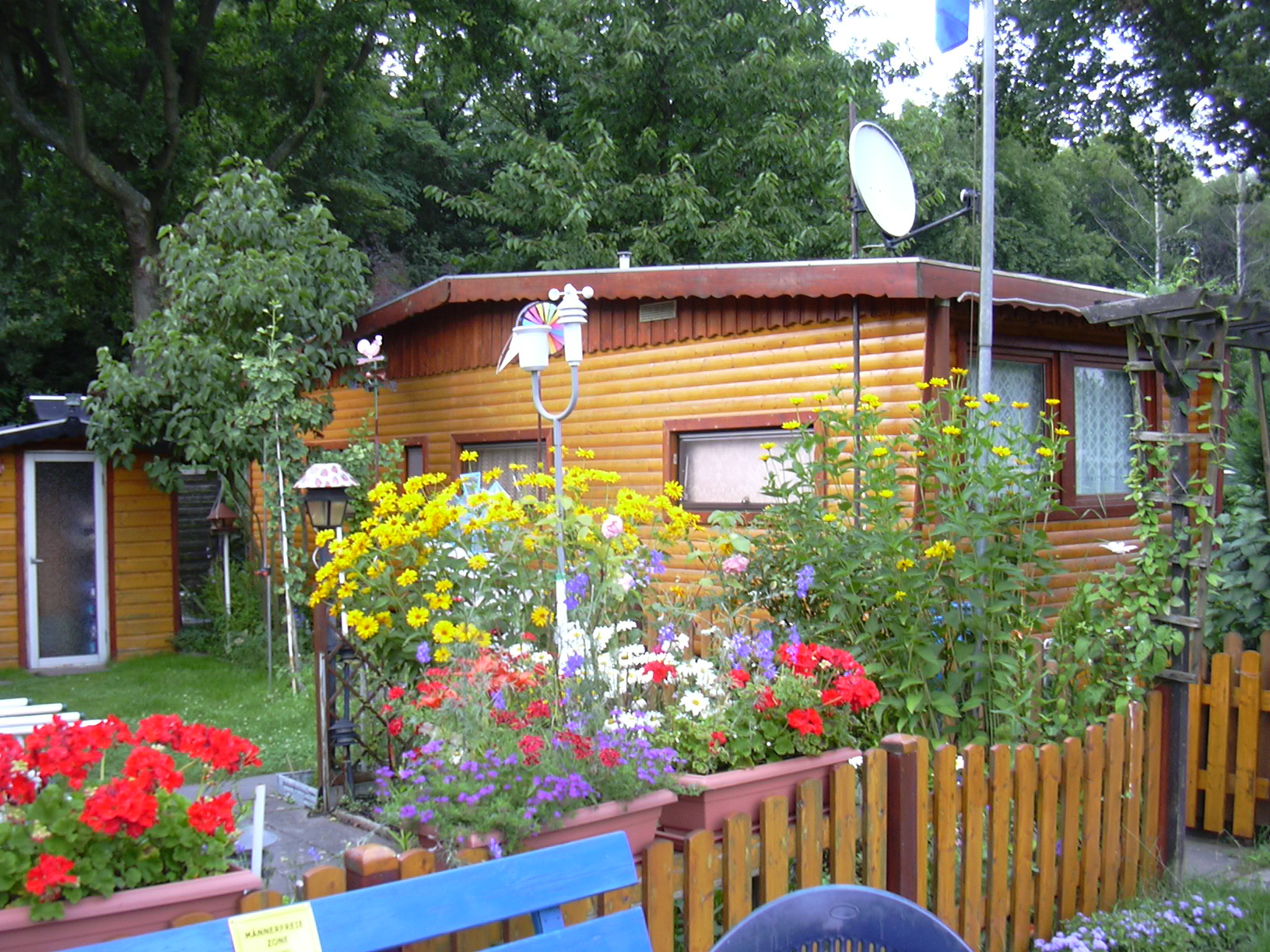
Dauercamper-Hütte am Kahler See mit Kleingarten

Der Campingplatz mit über 800 Dauerstellplätzen und 40 Touristikplätzen ist das größte Freizeitzentrum der Region und zugleich eines der größten in Bayern. Er wurde am Pfingstsonntag 1959 eröffnet, nachdem die Ära Kahls als Braunkohletagebau (1928–1932) und Kiesgrube (1937–56) beendet war. In der Sommersaison 2001 wurden 42.500 Gäste gezählt.
Die Dauercamper haben ihre Domizile teilweise mit kleinen Gärten umgeben und wie Wochenendhäuser individuell gestaltet. Das Seeufer verfügt über 1500 m Sandstrand. An den steil abfallenden Abhängen ist die ursprüngliche Funktion als Sandgrube noch deutlich zu erkennen. Der Badebetrieb wird an den Wochenenden im Sommer durch die örtliche Wasserwacht abgesichert, ebenfalls unterhält die örtliche Rotkreuzbereitschaft eine Erste-Hilfe-Station; zur Anlage gehören ein ferner ein Minigolfplatz, ein Kinderspielplatz, ein Imbiss-Kiosk und ein italienisches Restaurant. Die Aussicht auf das Kohlekraftwerk Staudinger der E.ON AG am Main mit seinen Kühltürmen markiert jedoch deutlich die Lage des Naherholungsgebietes innerhalb eines industriell geprägten Großraums.
Die Bucht nördlich der Landzunge mit Seglerheim und kleinem Hafen gehört zum Privatbesitz von Schloss Emmerichshofen; ein Teil seiner Ferienhauskolonie grenzt an. Hier ist das Ufer mit Röhricht-Vegetation und Laub- und Kiefernwald naturbelassen.
Im Schlosspark wurde – ebenso wie in anderen Landschaftsparks der Umgebung üblich – im 18. Jahrhundert die Kanadagans importiert. Bis 1997 war sie nur Wintergast; seither brütet sie Jahr für Jahr auf den Holzinseln in der Nähe der Wasserwacht. Neben Stockenten, die es auch an den anderen Seen gibt, kommen vorzugsweise hier Eisvogel, Bläßralle, Haubentaucher und Teichrohrsänger vor.
An der westlichen Landzunge liegt das Clubhaus des lokalen Angelsportvereins von 1946. Im Wasser leben Schleie, Hecht, Karpfen, Moderlieschen und Wels.

## See Freigericht-West (Großkrotzenburger See)
Das noch im Nationalsozialismus als Arbeitsbeschaffungsmaßnahme eingerichtete Strandbad, dessen Eröffnung im „Olympiajahr 1936“ propagiert wurde, erfuhr in den 60er Jahren eine zeitgenössischen Ansprüchen entsprechende Umgestaltung. Zum weitläufigen Grünstrand (Liegewiese) gehörten ein Minigolfplatz und Kiosk. Ende des ersten Jahrzehnts des neuen Jahrtausends wurden diese gastronomischen Einrichtungen neu errichtet und eine neue Gaststätte mit Biergarten an Stelle des Minigolfplatzes errichtet. Im Wald mit Röhricht-Vegetation am Ostufer liegen zwei weitere Gaststätten. Die bayerisch-hessische Grenze verläuft in Nord-Süd-Richtung mitten durch den See. Neben Stockenten leben Schwäne am Ufer. An der Nordseite gibt es einen Abschnitt in Privatbesitz. Die Sportvereine, die ihre Aktivitäten an diesem See unterhalten, sind die ältesten an der Seenplatte (Wassersportverein von 1926, Angelverein von 1937). Im Langstreckenschwimmen werden hier jährlich die Hessischen Meisterschaften ausgetragen.